# Чарлз Стюарт
Чарлз Стюарт (англ. Charles Stewart; * 26 жовтня 1868, Страбейн, Онтаріо — † 6 грудня, 1946 Оттава, Онтаріо) — канадський фермер, політичний діяч, 3-й прем'єр канадської провінції Альберта в роках 1917 до 1921 і федеральний міністр в адміністрації Маккензі Кінга в 1921—1930 роках, член Палати громад Канади в 1922—1935.

## Політична кар'єра
В 1909 року Стюарт був обраний до Законодавчої палати провінції Альберта від Ліберальної партії Альберти в новоутвореному окрузі Седжвік. В 1913—1917 роках був міністром суспільних робіт Альберти, в 1917—1921 роках — міністром залізниць та телефонного зв'язку Альберти.
В 1917 році, коли Артур Сифтон пішов у відставку з поста Прем'єра Альберти і приєднався до федеральних політиків, Стюарт отримав пропозицію сформувати свій кабінет.

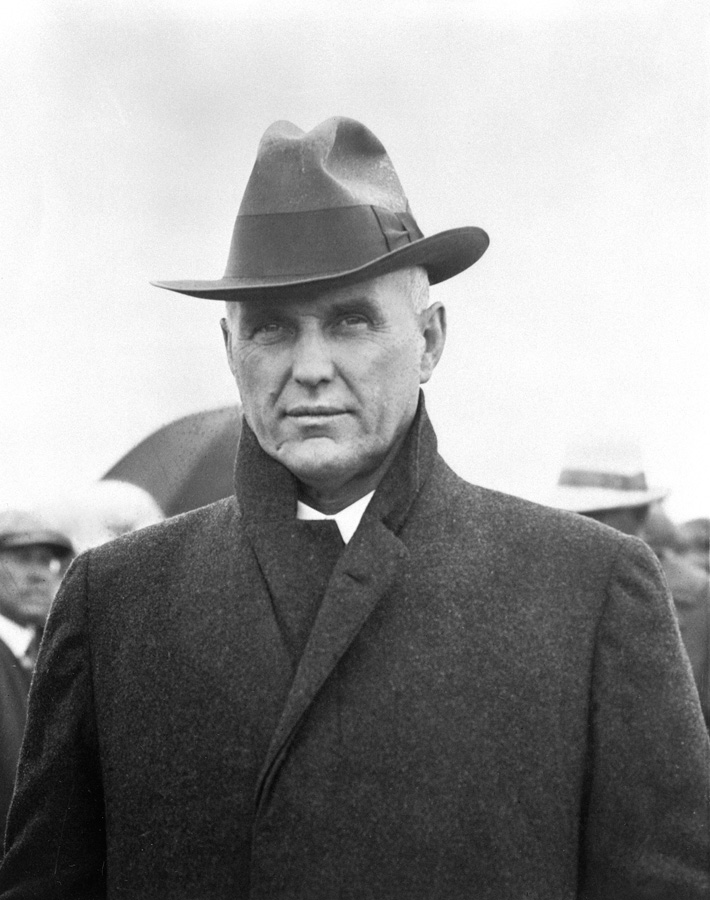
Чарлз Стюарт як Прем'єр Альберти

В 1921 році Ліберальна партія Альберти, представником якої був Стюарт, програла на виборах партії Об'єднання фермерів Альберти (ОФА). Стюарт ще до свого прем'єрства був активним членом ОФА, коли воно ще було громадською організацією, а не політичною партією. Хоча Фермери Альберти ставились до Стюарта дуже лояльно і навіть пропонували йому очолити уряд, він подав у відставку, і прем'єром було призначено Герберта Ґрінфілда. Таким чином Ліберальна партія Альберти, яка від 1905 року формувала правлячу верхівку Альберти, поступилась владою ОФА, яке керувало Альбертою до 1935 року.
В 1921—1930 роках Стюарта призначено до федерального кабінету в адміністрації Маккензі Кінга, який був представником лібералів на федеральному рівні. Хоча ліберали не отримали підтримки в Альберті, загалом у Канаді їхня позиції в цей час домінувала і це дало змогу Стюарту двічі обиратись до федерального парламенту, а також займати позиції у виконавчій владі. Він, зокрема, був міністром земельних ресурсів і гірництва (1921-26), (1926-30), представником Канади в Лізі Націй (1927).
Після відходу від політики в 1935 році він головував у канадській секції Міжнародної комісії водних ресурсів, де був цінним його досвід встановлення міждержавних водних кордонів, а в 1938 у комісії зі спорудження автостради з Британської Колумбії до Аляски. 
Помер Стюарт у 1946 році. Надбане ним майно було оцінене у 21 961 долар.